# Діамантник довгохвостий
Діамантник довгохвостий (Poephila acuticauda) — вид горобцеподібних птахів родини астрильдових (Estrildidae). Ендемік Австралії.

## Поширення
Вид поширений на півночі Австралії від міста Дербі в північно-західному регіоні Кімберлі на схід до річки Лейчгардт у північно-західному Квінсленді. Середовище існування цього птаха представлено територіями із сухим кліматом із великими площами саван або прерій та спорадичною присутністю кущів чи дерев (зокрема Pandanus spiralis, серед листя якого цей вид зазвичай гніздиться). Дуже важливо це також наявність поблизу джерел прісної води.

## Опис
Птах завдовжки 15-17 см. Тіло теплого однорідного бежево-сірого кольору, темніше на спині та крилах і рожевих тонів на животі. Підхвістя та круп білі, тоді як хвіст чорний і оснащений подовженими центральними пір'ям. Також чорними є дві смуги, які вертикально йдуть уздовж боків, маска, що тягнеться від дзьоба до очей, і характерний «нагрудник» на горлі. Голова сірого кольору, світліша на щоках і вухах. Ноги червонувато-тілесного кольору. Конусоподібний дзьоб жовтого кольору у номінального підвиду і червоно-помаранчевого кольору у підвиду гекі.

## Спосіб життя
Трапляється парами або невеликими групами, які, як правило, залишаються на землі, щоб годуватися. Увечері різні групи збираються в галасливі колонії, що зосереджені навколо водойм. Зерноїдний птах. Шукає дрібне насіння, яке розбиває своїм міцним дзьобом. Однак він не гребує також харчуватися іншими матеріалами рослинного походження (такими як фрукти, пагони та листя), а також час від часу ласує комахами та їхніми личинками.